# Pilea pauciserrata
Pilea pauciserrata är en nässelväxtart som beskrevs av Ellsworth Paine Killip. Pilea pauciserrata ingår i släktet pileor, och familjen nässelväxter. Inga underarter finns listade i Catalogue of Life.